# Dicranomyia (Dicranomyia) memnon
Dicranomyia (Dicranomyia) memnon is een tweevleugelige uit de familie steltmuggen (Limoniidae). De soort komt voor in het Afrotropisch gebied.